# Висбаден
Висбаден је главни град немачке савезне државе Хесен, и после Франкфурта на Мајни други по величини град у држави. Град је једна од најстаријих бања у Европи са 26 извора вреле и једним извором хладне минералне воде.

## Географија
Овај град је највећи у регији Рајнгау. Лежи на десној обали реке Рајне. Са градом на другој обали Рајне, Мајнцом, Висбаден чини заједничку урбану целину. Површина града је 204 km². Северно је шумска зона (27,4% површине).
Висбаден је са севера заштићен планином Таунус и зато има једну од најтоплијих клима у Немачкој. Средња годишња температура је 9,5 °C. Годишње у просеку има 1. 565 сунчаних сати.

## Клима
| Клима Висбадена                                                                         | Клима Висбадена | Клима Висбадена | Клима Висбадена | Клима Висбадена | Клима Висбадена | Клима Висбадена | Клима Висбадена | Клима Висбадена | Клима Висбадена | Клима Висбадена | Клима Висбадена | Клима Висбадена | Клима Висбадена |
| Показатељ \ Месец                                                                       | .Јан.           | .Феб.           | .Мар.           | .Апр.           | .Мај.           | .Јун.           | .Јул.           | .Авг.           | .Сеп.           | .Окт.           | .Нов.           | .Дец.           | .Год.           |
| --------------------------------------------------------------------------------------- | --------------- | --------------- | --------------- | --------------- | --------------- | --------------- | --------------- | --------------- | --------------- | --------------- | --------------- | --------------- | --------------- |
| Апсолутни максимум, °C (°F)                                                             | 16,5 (61,7)     | 19,0 (66,2)     | 23,4 (74,1)     | 30,0 (86)       | 33,5 (92,3)     | 37,5 (99,5)     | 38,1 (100,6)    | 39,0 (102,2)    | 32,5 (90,5)     | 26,9 (80,4)     | 22,1 (71,8)     | 16,5 (61,7)     | 39,0 (102,2)    |
| Средњи максимум, °C (°F)                                                                | 3 (37)          | 5 (41)          | 10 (50)         | 14 (57)         | 19 (66)         | 22 (72)         | 24 (75)         | 24 (75)         | 20 (68)         | 14 (57)         | 8 (46)          | 4 (39)          | 13,92 (57,06)   |
| Просек, °C (°F)                                                                         | 0,5 (32,9)      | 1,5 (34,7)      | 5,5 (41,9)      | 9 (48)          | 13,5 (56,3)     | 16,5 (61,7)     | 18,5 (65,3)     | 18 (64)         | 14,5 (58,1)     | 9,5 (49,1)      | 5 (41)          | 1 (34)          | 9,42 (48,96)    |
| Средњи минимум, °C (°F)                                                                 | −2 (28)         | −2 (28)         | 1 (34)          | 4 (39)          | 8 (46)          | 11 (52)         | 13 (55)         | 12 (54)         | 9 (48)          | 5 (41)          | 2 (36)          | −2 (28)         | 4,91 (40,84)    |
| Апсолутни минимум, °C (°F)                                                              | −16,8 (1,8)     | −12,9 (8,8)     | −12,0 (10,4)    | −4,5 (23,9)     | −0,1 (31,8)     | 4,1 (39,4)      | 7,7 (45,9)      | 5,0 (41)        | 2,4 (36,3)      | −4,0 (24,8)     | −7,8 (18)       | −16,9 (1,6)     | −16,9 (1,6)     |
| Количина падавина, mm (in)                                                              | 43 (16,9)       | 41 (16,1)       | 42 (16,5)       | 40 (15,7)       | 60 (23,6)       | 51 (20,1)       | 68 (26,8)       | 60 (23,6)       | 51 (20,1)       | 54 (21,3)       | 47 (18,5)       | 50 (19,7)       | 607 (239)       |
| Извор: urlaubplanen.org(за средње вредности температура),wetterdienst.de(остали подаци) |                 |                 |                 |                 |                 |                 |                 |                 |                 |                 |                 |                 |                 |

## Историја
Још су Римљани знали за постојање извора топле воде у овом крају. Ту су саградили утврђени логор у годинама 6-15. п. н. е. Касније је ова римска колонија добила име Акве Матиакорум (Aquae Mattiacorum). Франци у време Хлодовеха су потиснули Алемане и владали су градом након 496. све до 888. када деобом Франачке постаје део Источне Франачке.
Ајнхарт, биограф Карла Великог, први пут је поменуо име Висибада 828/830. Ово име је значило „Бања у шуми“. Око 1170. војводе од Насауа су завладале градом. Висбаден је постао царски град 1232. Надбискуп оближњег Мајнца је 1242. заузео и спалио Висбаден. У Сељачком рату становници Висбадена су се борили на страни побуњеника, па су после пораза изгубили привилегије које су имали 1525. Ове привилегије су им враћене 1566. По окончању Тридесетогодишњега рата 1648. хроничари су забележили да је у граду остало само 40 становника. За време Наполеона био је од 1806. до 1813. у саставу Наполеонове вазалне државе Рајнске конфедерације.
Висбаден је постао престоница војводства Насау 1815. Највећи део центра града је изграђен у периоду од 1850. до Првог светског рата. У ово доба у Висбаден су долазили многи богаташи који су инвестирали у изградњу. Међу познатим гостима Висбадена из овог доба су: Јохан Гете, Фјодор Достојевски, Рихард Вагнер и Јоханес Брамс. У овом граду је умро и немачки путописац Бернхард Шварц
Висбаден је био релативно поштеђен од бомбардовања у Другом светском рату. Тада је уништено око 30% града. Архитектура Висбадена је сачувала стилско јединство и састоји се из грађевина у стилу класицизма, историцизма и југендстила. Главним градским тргом, Дворским тргом (Schlossplatz), доминирају палата војвода од Насауа из 1840. и нова градска већница.

## Скандал у Висбадену
У лето 1888. године, краљица Наталија Обреновић и њен син, престолонаследник Александар, отишли су у Висбаден  без намере да се врате у Београд. Ова посета је изазвала политички скандал који је потресао Србију. Краљ Милан је искористио немачку полицију да врати младог престолонаследника у своје краљевство у јулу 1888. године. Овај чин је изазвао велику пажњу јавности и додатно погоршао већ нарушене односе између краљевског пара.

## Галерија
- Војводски дворац
- Извор воде „Кох“
- Лујзенплац
- Пешачка зона
- Евангелистичка црква